# Tastungen (Adelsgeschlecht)

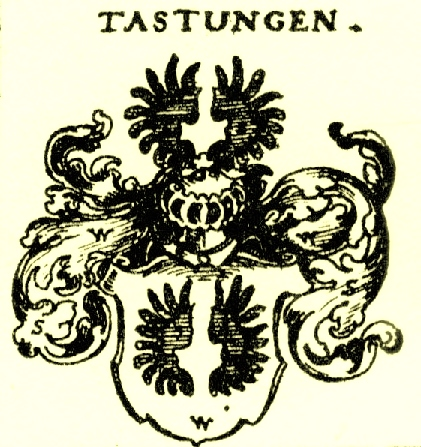
Stammwappen derer von Tastungen

Tastungen ist der Name eines alten Adelsgeschlechts im Eichsfeld. Sie benannten sich nach dem im Untereichsfeld gelegenen Dorf Tastungen zwischen Leinefelde-Worbis und Duderstadt. Begütert waren sie schließlich in Bernterode bei Heiligenstadt.

## Geschichte
Die Ritter von Tastungen hatten in Tastungen einen befestigten Herrensitz, Schloss und Reste der Wehranlagen sind auf einem Bild im Bodensteinschen Lagerbuch verewigt. Für den angeblich aus Ungarn stammenden Friedrich von Tastungen (1223), der auf dem Schwarzenstein zwischen Flinsberg und Ascherode ein Schloss gebaut haben soll, gibt es keine nachweisbaren Belege. 1279 schenkt ein Theoderich von Tastungen 2 Hufen Land an das Kloster Reifenstein. Vom Ende des 13. bis ins 15. Jahrhundert waren Mitglieder der Familie als Burgmänner auf der Burg Gleichenstein nachweisbar, einige zeitweise auch als Vogt oder Pfandinhaber.
Ab Anfang des 14. Jahrhunderts werden die Herren von Tastungen häufig in Bernterode erwähnt, 1290 nannte sich ein Mitglied auch nach dem Dorf Henricus de Bernharderode. Bernterode war ihr erbliches Eigentum und die Herren von Tastungen hatten auch die höhere und niedere Gerichtsbarkeit, dazu gehörte ihnen noch das im Mittelalter verlassene Roderode und das zwischen Flinsberg und Martinfeld gelegene Ascherode. Begütert waren sie weiterhin in zahlreichen Orten des Obereichsfeldes. Heinrich von Tastungen verkauft 1317 dem Kloster Anrode eine Hufe des später untergegangenen Dorfes Zoighe bei Bickenriede. 1401 stellte sich Heinrich von Tastungen mit all seinem Besitz unter den Schutz der Mainzer Kurfürsten, sie waren nun bis zum Aussterben der Adelsfamilie Lehnsleute der Kurfürsten. Des Weiteren besaßen sie die halbe Gerichtsbarkeit über die Gemeinde Dieterode. Martin von Tastungen erwarb ein Lehnsgut in Großwechsungen, welches von den Herzögen von Braunschweig belehnt wurde.
Während des Bauernkrieges wird Christoph von Tastungen 1525 von Bauern aus der Umgebung bedrängt, Lasten und Frondienste aufzuheben, der Herrensitz wird beschädigt. Um 1600 haben die von Tastungen auch das Patronatsrecht der Kirche in Martinfeld, 1604  waren Leonardus und Valentinus von Tastungen damit belehnt. Anfang des 18. Jahrhunderts wurde von Siegfried von Tastungen das heutige Gutsgebäude in Bernterode errichtet. Nach dem Tod des Friedrich, dem letzten Vertreter derer von Tastungen, wurde der Besitz von Kurmainz wieder eingezogen und Johann Friedrich Karl Maximilian von Ostein wurde mit den Gütern belehnt.
Am 20. Dezember 1697 erhielt Johann Konrad Philipp Ignaz von Tastungen, Reichshofrat, fürstlich-würzburgischer Obermarschall, den Freiherrnstand für das Reich und die Erblande mit dem Prädikat „Wohlgeboren“ und einer Wappenbesserung verliehen.

## Wappen
Nach den Autoren des Neuen Siebmachers zeigt das Stammwappen derer von Tastungen im Schild in Silber zwei schwarze Flügel und auf dem Helm mit schwarz-silbernen Decken die Schildfigur: „Das Feld wird auch b(lau), die Flügel w(eiß) geführt. Ein wohl erhaltenes Siegel Stebos v(on) T(astungen) vom Jahre 1324 zeit im Schilde einen beflügelten Helm.“
Das Freiherrenwappen von 1697 dagegen ist geviert. Felder 1 und 4 zeigen das Stammwappen; Feld 2 von Schwarz und Gold geteilt, über der Teilungslinie ein gekrönter Adler in gewechselten Farben; Feld 3 wie Feld 2 in gewechselten Farben.

## Vertreter
- Dietrich, Steben und Henrich von Tastungen (1288), (Gleichener Burgleute auf Burg Gleichenstein;[6] 1294 Dietrich und Heinrich Burgmänner auf Gleichenstein; Henrich und Dietrich (1309) im Streit mit dem St. Martinstift in Heiligenstadt wegen Bernterode und Roderode; 1311, 1316 Heinrich Burgmann auf Gleichenstein)
- Johann von Tastungen (1323), Burgpfarrer auf der Burg Rusteberg
- Steben von Tastungen (1341), erhält pfandweise einen Teil der Burg Stein[7]
- Heinrich von Tastungen (1357), Probst in Kloster Zella[8]
- Dietrich und Walther (1358), die Söhnen Apels von Tastungen, erhalten das Burglehen in Gleichenstein[9]
- Heinrich von Tastungen (1384), Vogt auf Burg Gleichenstein und die Burgmänner Dietrich von Tastungen der Ältere, Apel von Tastungen, seine Vettern Jan, Heinrich und Hans von Tastungen, Friedrich und Walther von Tastungen[10]

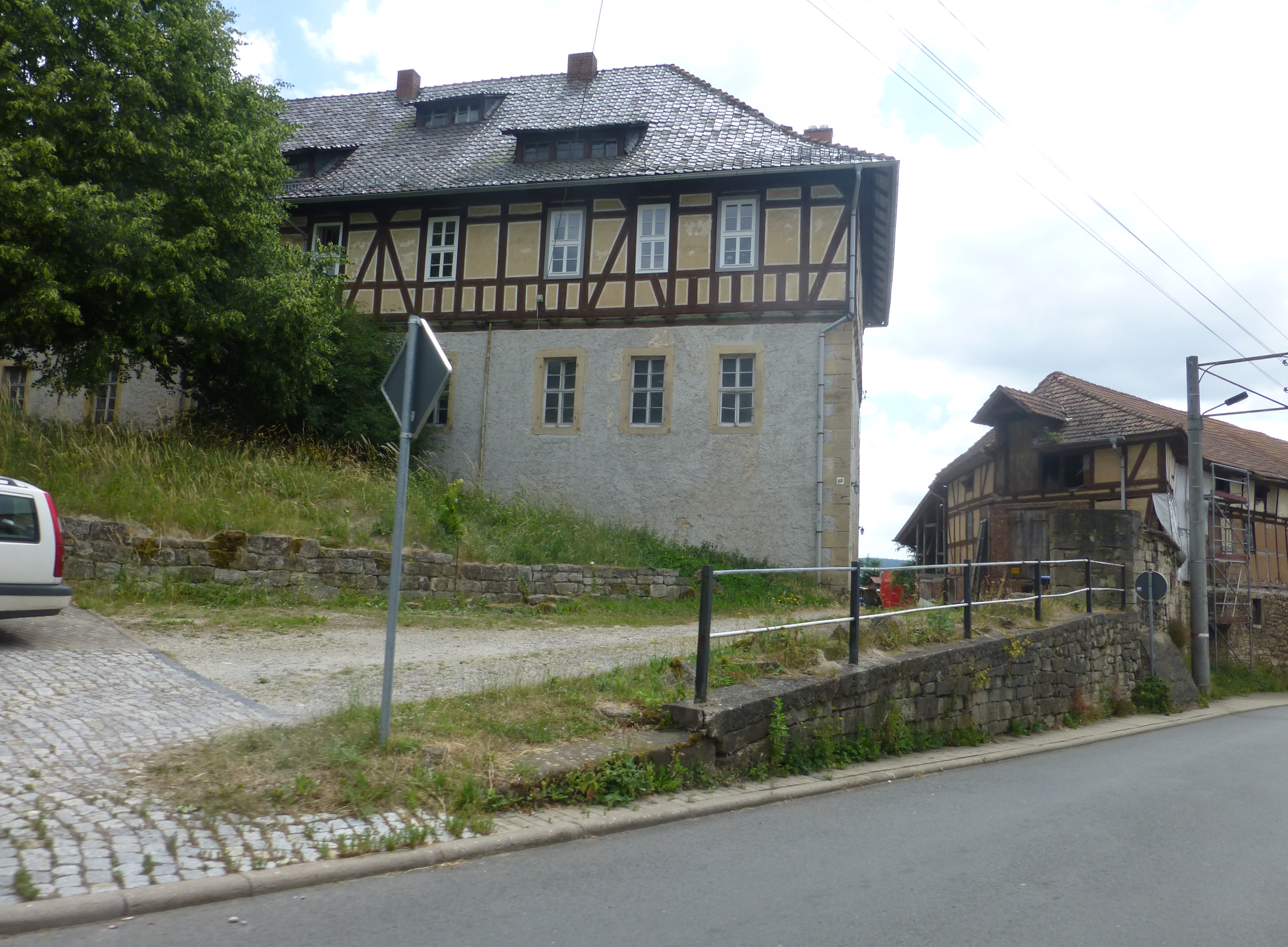
Der von Siegfried erbaute Herrensitz in Bernterode

- Dietrich von Tastungen (1440), ein Burglehen zu Gleichenstein
- Christoph von Tastungen (* 1478), während des Bauernkrieges Verwalter des Eichsfeldes und Verwalter des Klosters Gerode (1555–1558)[11]
- Leonhard von Tastungen (nach 1600), Assessor am Oberlandgericht in Heiligenstadt
- Johann Conrad Philipp Ignatius von Tastungen († 1718), Oberamtmann im Amt Volkach, Reichshofrat, fürstlich-würzburgischer Obermarschall, 1697 Freiherrenstand
- Siegfried von Tastungen (1713, † 1718), erbaute das heutige Herrenhaus in Bernterode
- Wilhelm von Tastungen († 1742), Generalfeldmarschall-Leutnant
- Friedrich von Tastungen († 1751), Letzter seines Geschlechtes